# Polyrhachis rugifrons
Polyrhachis rugifrons är en myrart som beskrevs av Smith 1860. Polyrhachis rugifrons ingår i släktet Polyrhachis och familjen myror. Inga underarter finns listade i Catalogue of Life.